# Ion Cotoț
Ion (Ioan) Cotoț (* 17. November 1921 in Roșia Montană, Kreis Alba) ist ein ehemaliger rumänischer Politiker der Rumänischen Kommunistischen Partei PCR (Partidul Comunist Român) und Diplomat, der unter anderem zwischen 1971 und 1976 Botschafter in der Volksrepublik Ungarn sowie von 1980 bis 1984 Botschafter in Indonesien, zwischen 1981 und 1985 Botschafter in Malaysia und zudem von 1982 bis 1986 Botschafter in Singapur war.

## Leben
Ion (Ioan) Cotoț, der ein Gymnasium (Liceul) besuchte, arbeitete nach einer Berufsausbildung als Elektroinstallateur und engagierte sich zwischen 1938 und 1940 als Mitglied der Bergarbeitergewerkschaft. 1945 wurde er Mitglied der damaligen Kommunistischen Partei Rumäniens PCdR (Partidul Comunist din Romania) und engagierte sich in der Folgezeit im Zentralrat der Gewerkschaften. 1952 wurde er zunächst Sekretär für Organisation und daraufhin bis zum 6. Juli 1957 Erster Sekretär des Parteikomitees der Rumänischen Arbeiterpartei PMR (Partidul Muncitoresc Român) der Region Hunedoara. Er wurde auf dem Siebten Parteitag der PMR (23. bis 28. Dezember 1955) erstmals zum Mitglied des Zentralkomitees (ZK) gewählt und gehörte diesem Gremium nach seinen darauf folgenden Wiederwahlen auf den Parteitagen der PMR beziehungsweise der PCR fast 24 Jahre lang bis zum Zwölften Parteitag der PCR (19. bis 23. November 1979) an. 
1957 wurde er Mitglied der Großen Nationalversammlung (Marea Adunare Națională) und gehörte dieser bis 1975 an. Nachdem er von 1957 bis 1960 ein Studium an der Parteihochschule der KPdSU „Wladimir Iljitsch Lenin“ in Moskau absolviert hatte, fungierte er zwischen August 1960 und 1961 zunächst als Sekretär des Zentralrates des Allgemeinen Gewerkschaftsbundes UGSR (Uniunea Generală a Sindicatelor din România). Er wurde daraufhin 1961 Erster Sekretär des Parteikomitees der PMR der Region Hunedoara und wurde am 3. Juni 1966 Mitglied des Komitees für den Staatspreis, den Premiul de Stat al Republicii Populare Române. In der Großen Nationalversammlung fungierte er zwischen dem 19. März 1965 und 1975 als Sekretär des Ausschusses für Gesundheit, Arbeit und soziale Sicherheit und wurde ferner am 21. August 1965 Mitglied des Verfassungsausschusses.
Am 29. Mai 1971 wurde Ion Cotoț außerordentlicher und bevollmächtigter Botschafter in der Volksrepublik Ungarn und verblieb auf diesem diplomatischen Posten bis zum 25. August 1976, woraufhin Victor Bolojan ihn ablöste. Er bekleidete anschließend als Nachfolger von Florian Dănălache zwischen Februar 1977 und seiner Ablösung durch Teodor Haș am 9. Oktober 1979 das Amt als Präsident des Nationalen Verbandes der Handwerksgenossenschaften UCECOM (Uniunea Națională a Cooperației Meșteșugărești). Er war daraufhin vom 13. Juni 1980 bis zum 17. Oktober 1984 Botschafter in Indonesien sowie zugleich zwischen 26. Mai 1981 und dem 9. November 1985 als Botschafter in Malaysia und zudem vom 1. März 1982 bis zum 20. Februar 1986 als Botschafter in Singapur akkreditiert.

### Ehrungen und Auszeichnungen
Für seine langjährigen Verdienste wurde Cotoț mehrfach ausgezeichnet und erhielt unter anderem 1954 den Orden der Arbeit Dritter Klasse (Ordinul Muncii), 1964 den Orden 23. August Dritter Klasse (Ordinul 23. August), 1966 den Orden Tudor Vladimirescu Dritter Klasse (Ordinul Tudor Vladimirescu) sowie 1971 den Stern der Sozialistischen Republik Rumänien Dritter Klasse (Ordinul Steaua Republicii Socialiste România).